# 368 (szám)
A 368 (római számmal: CCCLXVIII) egy természetes szám.

## A szám a matematikában
A tízes számrendszerbeli 368-as a kettes számrendszerben 101110000, a nyolcas számrendszerben 560, a tizenhatos számrendszerben 170 alakban írható fel.
A 368 páros szám, összetett szám, kanonikus alakban a 24 · 231 szorzattal, normálalakban a 3,68 · 102 szorzattal írható fel. Tíz osztója van a természetes számok halmazán, ezek növekvő sorrendben: 1, 2, 4, 8, 16, 23, 46, 92, 184 és 368.
Leyland-szám, tehát felírható {\displaystyle x^{y}+y^{x}} alakban (53 + 35 = 368). Előállítható három köbszám összegeként: 33 + 53 + 63 = 368
A 368 négyzete 135 424, köbe 49 836 032, négyzetgyöke 19,18333, köbgyöke 7,16610, reciproka 0,0027174. A 368 egység sugarú kör kerülete 2312,21219 egység, területe 425 447,04352 területegység; a 368 egység sugarú gömb térfogata 208 752 682,7 térfogategység.